# ウェリントン郡 (オンタリオ州)
ウェリントン郡（ウェリントンぐん、英: Wellington County）は、カナダのオンタリオ州中西部に位置する地方行政区のひとつ。
郡の大部分では畑や牧草地が広がっており、豊かな自然がある。住民の多くはゲルフやキッチナー、ブランプトン、ミシサガ、そして時にトロントへも通勤している。

## 主な自治体
- ゲルフ （Guelph）：行政管轄外
- センターウェリントン（Centre Wellington）
- エリン （Erin）
- ミント （Minto）
- メイプルトン（Mapleton）
- パスリンチ（Puslinch）
- ウェリントンノース（Wellington North）